# Интернат св. Георгия (Медон)
Интернат Святого Георгия фр. College Jesuite Saint-Georges — учебное заведение Русского апостолата в зарубежье, созданное и руководимое иезуитами sj в 1920 году, как структура Миссии в Стамбуле, Турция для мальчиков - детей русских эмигрантов первой волны, покинувших родину в результате Гражданской войны и эвакуации армии барона Петра Врангеля. С 1923 года переведен в Намюр, Бельгия, с 1946 года — в Медоне, пригороде Парижа, Франция.

## История
Начавшая, с 1920 года свою работу в Стамбуле Миссия русских иезуитов, в 1921 году при содействии начальника французской военной миссии полковника Пелле (Pellé) создала «Комитет для образования русских детей», который был реорганизован в приют для русских мальчиков.
В районе Галата в помещении колледжа французских монахов лазаристов имени св. Венедикта был открыт пансион для русских мальчиков 7—16 лет, вошедший в историю, как «Интернат святого Георгия» названный в честь святого покровителя русского воинства Георгия Победоносца. 
Первым директор был назначен протоиерей Александр Сипягин, ему помогали: воспитатель — полковник Александр Николаевич Немерцалов и помощник воспитателя — Борис Корнилов.
В 1923 году Интернат переведен в Намюр, Бельгия
В 1940 году эвакуирован в Медон под Парижем, Франция.

## Сотрудники
- Александр Сипягин
- Глеб Верховский
- Алексей Стричек sj
- Игорь Сендлер sj
- Михаил Гаврилов
- Кирилл Козина
- Анри Петижан sj